# Europese kampioenschappen wielrennen 2024 – Wegwedstrijd mannen beloften
De wegwedstrijd voor mannen beloften op de Europese kampioenschappen wielrennen 2024 werd gehouden op 13 september. De 147 deelnemers moesten een parcours van 162 kilometer van Heusden-Zolder naar Hasselt afleggen. De Nederlander Huub Artz won na een sprint-à-deux van de Duitser Niklas Behrens. Elf seconden later finishte de Fransman Léandre Lozouet als derde.

## Uitslag
| Plaats | Naam                    | Tijd     |
| ------ | ----------------------- | -------- |
| Goud   | Huub Artz               | 3u22'34" |
| Zilver | Niklas Behrens          | z.t.     |
| Brons  | Léandre Lozouet         | + 11"    |
| 4      | Mats Wenzel             | + 33"    |
| 5      | Fabian Weiss            | + 35"    |
| 6      | Rasmus Søjberg Pedersen | + 1'54"  |
| 7      | Tibor Del Grosso        | z.t.     |
| 8      | Pierre Gautherat        | z.t.     |
| 9      | Steffen De Schuyteneer  | + 2'03"  |
| 10     | Matyáš Kopecký          | + 2'15"  |
| 11     | Sente Sentjens          | z.t.     |
| 12     | Fabio Christen          | + 2'16"  |
| 13     | Jesse Kramer            | z.t.     |
| 14     | Alessandro Borgo        | z.t.     |
| 15     | Henrik Pedersen         | + 2'48"  |
| 16     | Tim Torn Teutenberg     | z.t.     |
| 17     | Thomas Capra            | z.t.     |
| 18     | Tobias Müller           | + 2'49"  |
| 19     | Mathieu Kockelmann      | z.t.     |
| 20     | Nicolò Arrighetti       | z.t.     |